# Tarchonantheae
Tarchonantheae es una tribu de plantas con flores perteneciente a la familia de las asteráceas, subfamilia Carduoideae.

## Descripción
Las especies de esta tribu son árboles (o, posiblemente, arbustos) con látex. Las especies son dioicas: los órganos reproductores masculinos ( estambres ) y femeninas ( pistilos ) están soportados en dos plantas distintas. Las inflorescencias son en forma de racimos o panículas densas. Las cabezas son pequeñas, con 30 a 90 (máximo 180) flores unisexuales.  Los pétalos de las flores son de color amarillo o blanquecino. Las flores (masculino - tubular) son profundamente 5 lóbuladas.  Las flores femeninas son 3-5-lobuladas y actinomorfas. Las anteras están ausentes (o muy pequeñas y estériles). Los aquenios son elipsoides cilíndricos con vilanos que consisten en numerosas cerdas dispuestas en una o dos filas.

## Distribución y hábitat
La distribución de esta tribu se relaciona con África tropical (incluyendo la parte oriental de la isla de Madagascar ) y África del Sur. Una especie también está presente en la Península arábiga.

Tiene los siguientes géneros:

## Géneros
- Brachylaena
- Tarchonanthus